# Three Billboards Outside Ebbing, Missouri
Three Billboards Outside Ebbing, Missouri is een Brits-Amerikaanse zwarte filmkomedie uit 2017 die geschreven en geregisseerd werd door Martin McDonagh. De hoofdrollen worden vertolkt door Frances McDormand, Woody Harrelson en Sam Rockwell.

## Verhaal
Mildred Hayes is een alleenstaande, gescheiden moeder wier tienerdochter Angela zeven maanden eerder verkracht en vermoord werd. Ze worstelt met haar verdriet en is gefrustreerd omdat het politieonderzoek in de fictieve plaats Ebbing geen vooruitgang boekt. Om die reden huurt ze drie grote aanplakborden met daarop de teksten Verkracht terwijl stervende, En nog steeds geen arrestaties, Hoe komt dat, sheriff Willoughby?.
De lokale bevolking, onder wie sheriff Willoughby en de racistische en incompetente agent Jason Dixon, stoort zich aan de aanplakborden. Ze vinden de opschriften aanstootgevend en getuigen van weinig smaak, onder meer omdat Willoughby aan terminale alvleesklierkanker lijdt. Bijgevolg worden Mildred en haar zoon Robbie lastiggevallen en bedreigd.
Vooral Dixon raakt geïrriteerd door Mildreds gebrek aan respect voor zijn autoriteit. In een poging Mildred te intimideren, bedreigt hij Red, de man van het reclamebureau dat de aanplakborden verhuurde, en arresteert hij Mildreds collega Denise. Daarnaast krijgt Mildred ook bezoek van haar agressieve ex-echtgenoot Charlie, die haar vertelt dat hun dochter een week voor haar dood van plan was om bij hem in te trekken.
Wanneer Willoughby bloed ophoest en tot het besef komt dat hij niet lang meer zal leven, besluit hij zelfmoord te plegen. De lokale nieuwsmedia insinueren dat Mildreds aanplakborden de aanleiding vormden voor de zelfmoord, waarna Mildred en haar zoon nog meer belaagd worden. Wanneer Dixon het nieuws verneemt van Willoughby's dood breekt hij binnen in het reclamebureau van Red en werpt hem door het raam naar buiten. Willoughby's vervanger Abercrombie merkt dit op en ontslaat Dixon. Later die avond merken Mildred en haar zoon, terwijl ze naar huis rijden, dat de aanplakborden in brand zijn gestoken.
Mildred vermoedt dat Dixon de brandstichter was, waarop ze zich in het reclamebureau van Red verstopt om van daaruit molotovcocktails naar het politiekantoor te werpen. Ze heeft echter niet door dat Dixon in het kantoor aanwezig is en een brief aan het lezen is die door Willoughby achtergelaten werd. In de brief raadt Willoughby hem aan om een betere ordehandhaver te worden. Dixon weet aan de brand te ontsnappen en het moorddossier van Angela veilig te stellen, maar raakt wel ernstig gewond. Met de hulp van autohandelaar James kan Mildred een alibi verzinnen voor de brandstichting. Uit dank gaat ze met de man uit eten.
Na zijn herstel vangt Dixon in een bar een gesprek op tussen twee mannen. (Een van hen 'bedreigde' Mildred eerder tijdens haar werk in de lokale souvenirwinkel.) Ze bespreken een verkrachting die veel gelijkenissen vertoont met de moord op Angela. Dixon noteert het kenteken van de auto van de man en begint een gevecht om zo DNA-materiaal van de verdachte te bemachtigen. Mildred wordt tijdens haar etentje met James verrast door haar ex-echtgenoot Charlie, die met een 19-jarige vriendin het restaurant binnenwandelt. In een dronken bui onthult hij dat hij de drie aanplakborden in brand heeft gestoken. Mildred is woest, maar maakt weinig woorden aan hem vuil.

Dixon neemt vervolgens contact op met Mildred en laat haar weten dat hij mogelijk de moordenaar gevonden heeft. Beiden zijn echter teleurgesteld wanneer ze vernemen dat het DNA van de dader niet overeenkomt met het DNA van de moordenaar en dat de verdachte ook een alibi heeft. Dixon laat terloops weten dat deze verdachte in elk geval wel iemand verkracht heeft en dat hij zijn adres in Idaho heeft, waarop Mildred hem voorstelt om hem samen op te zoeken. Terwijl ze in de auto zitten biecht Mildred op dat zij het was die de brand heeft gesticht in het politiebureau. Dixon blijkt dit haar niet kwalijk te nemen en ze vragen zich af of ze de verkrachter uit Idaho eigenlijk wel willen vermoorden. 

## Rolverdeling
| Acteur               | Personage               |
| -------------------- | ----------------------- |
| Frances McDormand    | Mildred Hayes           |
| Woody Harrelson      | Sheriff Bill Willoughby |
| Sam Rockwell         | Agent Jason Dixon       |
| John Hawkes          | Charlie                 |
| Peter Dinklage       | James                   |
| Lucas Hedges         | Robbie Hayes            |
| Kathryn Newton       | Angela Hayes            |
| Caleb Landry Jones   | Red Welby               |
| Željko Ivanek        | Brigadier op kantoor    |
| Abbie Cornish        | Anne                    |
| Amanda Warren        | Denise                  |
| Darrell Britt-Gibson | Jerome                  |
| Samara Weaving       | Penelope                |
| Sandy Martin         | Dixons moeder           |
| Clarke Peters        | Commissaris Abercrombie |

## Productie
In 2015 verklaarde regisseur en scenarist Martin McDonagh dat hij Three Billboards Outside Ebbing, Missouri wilde verfilmen met Frances McDormand als hoofdrolspeelster. Begin maart 2016 werden Woody Harrelson en Sam Rockwell gecast. In de volgende maand werden ook Peter Dinklage, John Hawkes en Lucas Hedges aan de cast toegevoegd.
De opnames gingen op 3 mei 2016 van start in Sylva (North Carolina) en duurden 33 dagen.
Op 4 september 2017 ging de film in première op het filmfestival van Venetië. Op 10 november 2017 volgde de Amerikaanse release.

## Prijzen en nominaties
De belangrijkste:
| Jaar | Prijs                    | Categorie                      | Genomineerde(n)                                   | Uitslag     |
| ---- | ------------------------ | ------------------------------ | ------------------------------------------------- | ----------- |
| 2017 | Filmfestival van Toronto | Publieksprijs                  | Martin McDonagh                                   | Gewonnen    |
| 2018 | Golden Globes            | Beste dramafilm                | Beste dramafilm                                   | Gewonnen    |
| 2018 | Golden Globes            | Beste regisseur                | Martin McDonagh                                   | Genomineerd |
| 2018 | Golden Globes            | Beste actrice in een dramafilm | Frances McDormand                                 | Gewonnen    |
| 2018 | Golden Globes            | Beste mannelijke bijrol        | Sam Rockwell                                      | Gewonnen    |
| 2018 | Golden Globes            | Beste script                   | Martin McDonagh                                   | Gewonnen    |
| 2018 | Golden Globes            | Beste filmmuziek               | Carter Burwell                                    | Genomineerd |
| 2018 | Critics' Choice Awards   | Beste film                     | Beste film                                        | Genomineerd |
| 2018 | Critics' Choice Awards   | Beste regisseur                | Martin McDonagh                                   | Genomineerd |
| 2018 | Critics' Choice Awards   | Beste actrice                  | Frances McDormand                                 | Gewonnen    |
| 2018 | Critics' Choice Awards   | Beste mannelijke bijrol        | Sam Rockwell                                      | Gewonnen    |
| 2018 | Critics' Choice Awards   | Beste acteerensemble           | Beste acteerensemble                              | Gewonnen    |
| 2018 | Critics' Choice Awards   | Beste origineel script         | Martin McDonagh                                   | Genomineerd |
| 2018 | Satellite Awards         | Beste film                     | Beste film                                        | Gewonnen    |
| 2018 | Satellite Awards         | Beste actrice                  | Frances McDormand                                 | Genomineerd |
| 2018 | Satellite Awards         | Beste acteur in een bijrol     | Sam Rockwell                                      | Gewonnen    |
| 2018 | Satellite Awards         | Beste origineel script         | Martin McDonagh                                   | Gewonnen    |
| 2018 | Satellite Awards         | Beste cinematografie           | Ben Davis                                         | Genomineerd |
| 2018 | Satellite Awards         | Beste montage                  | Jon Gregory                                       | Genomineerd |
| 2018 | BAFTA Awards             | Beste film                     | Beste film                                        | Gewonnen    |
| 2018 | BAFTA Awards             | Beste regisseur                | Martin McDonagh                                   | Genomineerd |
| 2018 | BAFTA Awards             | Beste actrice                  | Frances McDormand                                 | Gewonnen    |
| 2018 | BAFTA Awards             | Beste mannelijke bijrol        | Sam Rockwell                                      | Gewonnen    |
| 2018 | BAFTA Awards             | Beste mannelijke bijrol        | Woody Harrelson                                   | Genomineerd |
| 2018 | BAFTA Awards             | Beste cinematografie           | Ben Davis                                         | Genomineerd |
| 2018 | BAFTA Awards             | Beste montage                  | Jon Gregory                                       | Genomineerd |
| 2018 | BAFTA Awards             | Beste Britse film              | Martin McDonagh, Graham Broadbent & Peter Czernin | Gewonnen    |
| 2018 | BAFTA Awards             | Beste originele scenario       | Martin McDonagh                                   | Gewonnen    |
| 2018 | Academy Awards           | Beste film                     | Beste film                                        | Genomineerd |
| 2018 | Academy Awards           | Beste actrice                  | Frances McDormand                                 | Gewonnen    |
| 2018 | Academy Awards           | Beste mannelijke bijrol        | Woody Harrelson                                   | Genomineerd |
| 2018 | Academy Awards           | Beste mannelijke bijrol        | Sam Rockwell                                      | Gewonnen    |
| 2018 | Academy Awards           | Beste origineel scenario       | Martin McDonagh                                   | Genomineerd |
| 2018 | Academy Awards           | Beste filmmuziek               | Carter Burwell                                    | Genomineerd |
| 2018 | Academy Awards           | Beste montage                  | Jon Gregory                                       | Genomineerd |